# Piaget SA
Piaget je švicarska tvrtka luksuznih satova i nakita, koju je osnovao Georges Piaget 1874. u selu La Côte aux Fées. Pripada švicarskoj grupi Richemont, specijaliziranoj u luksuznoj industriji.

## Povijest
Osim u slučaju suprotne napomene, informacije su preuzete sa web stranica marke.

### Porijeklo (1874-1942)
1874. Georges Edouard Piaget osniva svoju prvu radionicu u obiteljskoj farmi smještenoj u malom selu La Côte-aux-Fées u švicarskom kraju Jura. Posvećen džepnim satovima i razvijanju satnog mehanizma visoke preciznosti koje su naručivale poznate marke, ime Piaget ubrzo prelazi granice neuchatelske regije.
1911. Timothée Piaget, sin Georgesa Piageta, preuzima upravljanje obiteljskom tvrtkom i usmjerava se na prozvodnju ručnih satova.
.

### Registrirana marka (1943-1955)
Na poticaj unuka osnivača, Géralda i Valentina Piageta, marka Piaget registrirana je 1943. Od tog trenutka manufaktura u mjestu La Côte-aux-Fées započinje vlastitu proizvodnju i naglo se razvija na međunarodnom planu.
Zahvaljujući naglom širenju, obiteljska tvrtka otvara novu manufakturu 1945. u istom mjestu La Côte-aux-Fées, koja se više usmjerava na inovaciju i ultra tanki mehanizam.

### Ultra tanki mehanizam i draguljarstvo (1956-1963)
1957. manufaktura u La Côte-aux-Fées lansira Calibre 9P, prvi ultra tanki mehanički mehanizam na ručno navijanje (2 mm širine).
Zatim, 1960., Piageovi urari razvijaju Calibre 12P, najtanji automatski mehanizam na svijetu s 2,3 mm širine (upisan u Guinessovu knjigu rekorda).
Dolazi do promjene u kolekciji Piaget. Osim sata novca, sata prstena, sata broša ili sata manšete, Piaget kreira i svoje prve kolekcije nakita. 
1957. lansiran je muški sat Emperador koji postaje uzorni primjerak marke.
Daljnji razvoj primorava tvrtku da osnuje drugu manufakturu u Ženevi posvećenu draguljarstvu a 1959. otvara se prvi butik.

### Razvoj (1964-1987)
Draguljarstvo ubrzo dobiva međunarodno priznanje zahvaljujući ličnostima kao što su Jackie Kennedy, Gina Lollobrigida i Andy Warhol.
1964. Piaget predstavlja prve ručne satove s brojčanikom od tvrdog kamena : lapis lazuli, tirkiz, onyx ili tigrovo oko. Piaget zatim lansira sat manšetu, simbol preciznog urarstva. 1976. izlazi Calibre 7P, s kvarcnim mehanizmom, najmanji u svojoj generaciji. 
Sat Piaget Polo, avangardnog stila, izlazi 1979. i postaje ikona marke. Isti uspjeh postiže i kolekcija Dancer, lansirana 1986.
Pod predsjedavanjem Yvesa Piageta od 1980., Piaget nastavlja njegovati osebujan stil i marka nameće svoj status draguljara urara.

### Spajanje (1988-2000)
Grupa luksuznih proizvoda Vendôme, sada pod imenom Richemont, kupuje manufakturu Piaget 1988.
90-tih godina lansiraju se nove kolekcije: Possession, Tanagra, Limelight i Miss Protocole sa zamjenskim narukvicama.
Za satove, Piaget lansira model Altiplano te 1999. ponovno razvija jedan od svojih klasika, liniju Emperador.
Primjerci visokog kompeksnog urarstva grupirani su u jednu kolekciju, Black Tie.

### Novi mehanizam(2001-2008)
2001. otvara se nova manufaktura visokog urarstva Piaget, u mjestu Plan-les-Ouates, na vratima Ženeve. Satni mehanizmi i dalje proizvode se u La Côte-aux-Fées, povijesnoj kolijevci obitelji. Nova zgrada okuplja više od 40 obrta urarstva i draguljarstva. 
Iste godine Piaget pomlađuje sat Polo iz 70-tih godina i lansira kolekciju Magic Reflections. 
Manufaktura razvija više linija mehaničkih mehanizama i 2002. izlazi prvi mehanizam tourbillon Manufakture Piaget, Calibre 600P, najtanji tourbillon forme na svijetu s 3,5 mm širine.
2004., Piaget slavi 130 godina osnivanja.

## Vještina
Piaget osmišljava, razvija i proizvodi u internom krugu svoje mehaničke mehanizme.
Manufaktura postoji od 1874. godine i obuhvaća više od 40 obrta zastupljenih od faze osmišljavanja pa do isporuke sata s komplikacijama ili garniture vrhunskog nakita.

### Ultra tanki mehanizam
Piaget se slovi kao jedan od prethodnika ultra tankog mehanizma mehanizma s ručnim mehanizmom 9P i automatskim mehanizmom 12P, koji su, 1957. i 1960. godine, bili najtanji na svijetu u toj kategoriji. U skorije vrijeme, razvijaju moderne mehanizme 430P, 450P ili 438P sa samo 2,1 millimetra širine. Upravo su te najnovije inovacije uključene u liniju Altiplano.

### Mehanizam Tourbillon
Razvijanje mehanizma Tourbillon trajalo je više od 3 godine. To je istraživanje rezultiralo izumom kalibra 600P, koji posjeduje najtanji mehanizam tourbillon forme na svijetu (3,5 milimetara širine). Kućište je izuzetno kompleksno: sastoji se od 42 sitna elementa, od kojih su 3 mosta od titanija i teško je samo 0,2 grama. Tourbillon letećeg tipa – počiva na jednoj osovini – nadvisuje znak P, što doprinosi težini uravnoteženja. Kako bi se postigla maksimalna pouzdanost, sklapanje i sastavljanje u okvir svakog modela 600P povjereni su jednom uraru.

### Mehanizam Tourbillon Squelette
Piagetov mehanizam letećeg tourbillona, simbolična komplikacija je model forme najtanji na svijetu (3,5 milimetara širine).
Podijeljen je na 60 presjeka koji predstavljaju sekunde i sadrži guilloche sunca koje zrači iz kućišta tourbillona. Model je optočen zlatom i dragim kamenjem. Svaki model mehanizma tourbillon squelette, predmet više patenta, sklapa i sastavlja u okvir isti urar.

### Retrogradni mehanizam
Kalibar 560P je mehanički mehanizam na automatsko navijanje, osmišljen, razvijan i izrađen u Manufakturi Piaget i posjeduje kompleksni mehanizam pokazivanja retrogradnih sekunda. Kazaljka se kreće od 0 do 30 na luku kruga na 12 sati i odmah se vraća na polaznu točku. Potrebno je 24 mjeseca osmišljavanja zanatske dorade: dekor kružni tip Côtes de Genève, biserni sjaj platine, okutnjavanje i istezanje mostova te plavkasti vijci.

### Automatski mehanizam
Nova generacija mehaničkih mehanizma na automatsko navijanje lansirana je 2006. Model 800P s pokazivanjem sata, minuta, centralne sekunde i velikog datuma, posjeduje dva bubnjića koji garantiraju rezervu od 72 sata. Taj kalibar 12 linija, tj. 26,8 milimetara promjera, otkucava na tradicionalnoj frekvenciji od 21'600 vibracija na sat (3 herca) a podešavanje osigurava njihalo na vijak. Varijanta 850P pokazuje, na dva podbrojčanika, malu sekundu i drugu vremensku zonu. Pokazivač za dan/ noć koji je sinkroniziran sa središnjom vremenskom zonom nadopunjava informaciju.

### Tehnika emajla
Piaget održava umjetnost minijaturnog slikarstva zahvaljujući tradicionalnoj tehnici. Obrtnik emajličar uzima neobrađeni emajl, usitnjava ga i pročišćava dok ne dobije jako sitan prah kojeg zatim miješa s esencijama i vezivim uljem kako bi postigao paletu boja. Nakon toga se emajl nanosi kistom u više tankih slojeva, a svaki sloj se peče u peći na više od 800°C. Svaki emajlirani dio mora dvadesetak puta proći kroz peć. Tako se postiže postojanost boja i emajla.

### Optočivanje i drago kamenje
Piaget posjeduje najvažniju draguljarsku radionicu u Ženevi. Kamenje se reže, prilagođava i optočuje ručno.
Isit se postupak primjenjuje i za odabir dijamanata i dragog kamenja. Dijamanti, na primjer, odgovaraju standardima boja (od D do G) i čistoće (od IF do VVS). Dijamanti su strogo kontrolirani u skladu s internim protokolom o kriterijima za boju, veličinu čistoću i karatima.
Radionica Piaget član je Council for Responsible Jewellery Practices i Kimberley Process Certification Scheme, koji garantiraju nekonfliktno porijeklo proizvodnje dijamanata.

## Kolekcije

### Urarstvo[7]
- Black Tie
- Altiplano
- Upstream
- Piaget Polo
- Dancer
- Possession
- Miss Protocole
- Limelight
- Exceptional Pieces
- Creative Collection

### Draguljarstvo[8]
- Possession
- Wedding
- Hearts & Charms
- Miss Protocole
- Magic Gardens of Piaget
- Limelight
- Creative Collection
- For Men

## Događaj – Sponzoriranje

### Spirit Awards
2008., Piaget sponzorira Spirit Awards, američki festival posvećen nezavisnom filmu. Svečanost se održala 23. veljače 2008. u gradu Santa Monica, u Kaliforniji.
Nagrađeni dobitnici priznanja Spirit Awards:
- Najbolji film: Jason Reitman – Juno
- Najbolji redatelj: Julian Schnabel – The Diving Bell and the Butterfly
- Najbolji scenarij: Tamara Jenkins – The Savages
- Najbolja glumica: Ellen Page – Juno
- Najbolji glumac: Philip Seymour Hoffman – The Savages
- Najbolja druga ženska uloga: Cate Blanchett – I’m Not There
- Najbolja druga muška uloga: Chiweteil Ejiofor
- Najbolji strani film: John Carney – Once (Ireland)
- Najbolji prvi film: Scott Frank – The Lookout

### Butici Piaget
Piaget je prisutan u 84 zemalja s više od 800 butika širom svijeta. Najreprezentativniji butici nalaze se u srcu velikih metropola:
- Piaget Paris - Place Vendôme

Otvoren 1992., butik Piaget Paris je smješten u središtu luksuza francuskog glavnog grada.
- Piaget Monaco - Beaux Arts

Butik Piaget Monaco je otvoren u Avenue des Beaux Arts od 1980.
- Piaget Berlin - Kurfürstendamm

Od 2002., Butik Piaget Berlin je instaliran u ulici Kurfürstendamm u Berlinu.
- Piaget Palm Beach - South County Road

Piaget je otvorio butik u Palm Beachu, na Floridi, na obali oceana.
- Piaget Miami - Collins Avenue

U srcu Floride, Piaget je instaliran na Collins Avenue, u centru grada Miami.
- Piaget New York - Cinquième Avenue

Piaget je smješten na najpoznatijoj aveniji na Manhattanu, u New-Yorku.
- Piaget Las Vegas - Hôtel Palazzo

Butik smješten u glavnom gradu kocke simbolizira međunarodno širenje Piageta.

## Nagrade i priznanja

### Dodijeljene nagrade
Piaget je tijekom svoje povijesti zaslužio brojna priznanja:
- 2000. godine, Žiri satova Passion (Jury de Montres Passion) dodjeljuje nagradu Sat godine modelu Emperador.[10]
- Grand Prix Urarstva (Grand Prix d’Horlogerie) u Ženevi dodjeljuje 2002.[11] satu Piaget 1967 Nagradu za sat dizajn, a 2003. (3) sat Altiplano XL, dobiva Nagradu za ultra tanki sat.[12]
- Na Grand Prixu Urarstva (Grand Prix d'Horlogerie) u Ženevi 2006., Piaget je nagrađen Nagradom za ženski sat-nakit za model Limelight Party.[13]
- 2006., časopis Vogue Joyas Spain ujedno izabire sat Limelight Party za Najljepši sat 2006. godine.[14]
- Sat Piaget Polo Chronograph izabrao je za Sat godine 2007., u kategoriji Chronographe žiri francuskog časopisa La Revue des Montres.[15]
- Sat Piaget Polo Chronograph izabraoje za Sat godine 2007., u kategoriji Chronographe od strane žirija francuskog časopisa La Revue des Montres.[16]
- Sat Limelight Party secret watch izabrao je za Sat godine 2007. u kategoriji ženskih satova belgijski časopis Passion des Montres.[17]

### Nagrada Piaget za najboljeg draguljara
Piaget je 2005. osnovao Nagradu za najboljeg draguljara (Prix du Meilleur Bijoutier Joaillier). Ta se nagrada dodjeljuje iznimno zaslužnom polazniku kursusa Certificat Fédéral de Capacité. Dorian Recordon je prvi diplomant koji je osvojio tu nagradu.

## Vanjske poveznice
- Site officiel Piaget
- Kimberley Process Certification Scheme
- Council for Responsible Jewellery Practices
- Fondation de la Haute Horlogerie
- Article in Men's Vogue  Arhivirana inačica izvorne stranice od 14. veljače 2008. (Wayback Machine)